# Хлебув (Великопольське воєводство)
Хлебув (пол. Chlebów) — село в Польщі, у гміні Турек Турецького повіту Великопольського воєводства.
Населення — 348 осіб (2011).
У 1975-1998 роках село належало до Конінського воєводства.

## Демографія
Демографічна структура станом на 31 березня 2011 року:
|          | Загалом | Допрацездатний вік | Працездатний вік | Постпрацездатний вік |
| -------- | ------- | ------------------ | ---------------- | -------------------- |
| Чоловіки | 178     | 61                 | 103              | 14                   |
| Жінки    | 170     | 37                 | 99               | 34                   |
| Разом    | 348     | 98                 | 202              | 48                   |